# شهرستان وستمانلاند
شهرستان وستمانلاند (به سوئدی: Västmanlands län) یکی از شهرستان‌های کشور سوئد است که در میانه این کشور واقع شده است و با شهرستان‌های سودرمانلاند، اوربرو، دالارنا و اوپسالا مرز مشترک دارد. دریاچه مالارن سومین دریاچه بزرگ سوئد در این شهرستان قرار دارد.
مرکز این شهرستان شهر وستروس است.